# يلينا تريغوبوفا
يلينا تريغوبوفا (بالروسية: Елена Трегубова؛ ولدت في 24 مايو 1973) صحافية روسية. قدم كتابها «حكايات حفار الكرملين» تفاصيل عن عملها في تجمع الكرملين.

## سيرتها الذاتية
درست تريغوبوفا الصحافة في جامعة موسكو الحكومية في التسعينيات. بدأت حياتها المهنية كصحفية في صحيفة نيزافيسيمايا غازيتا. بين عامي 1997 و2001، كانت تريغوبوفا عضوة في تجمع الكرملين الصحفي، حيث كانت تقدم تقارير لصحيفة موسكو اليومية المستقلة وكوميرسانت وإزفيستيا وروسكي تليغراف. يعتبر أعضاء «تجمع الكرملين» صحافيين يغطون أعمال الرؤساء الروس (بوريس يلتسين ولاحقاً فلاديمير بوتين) للتلفزيون والصحف الكبرى. خلال هذا الوقت أجرت مقابلات مع العديد من كبار أعضاء إدارة الكرملين، بما في ذلك بوتين وألكسندر فولوشين وأناتولي تشوبايس.

## الصراع مع إدارة الكرملين
غالباً ما أثارت تقارير تريغوبوفا غضب إدارة الكرملين، مما أدى إلى فرض عقوبات عليها. غالباً ما كان أليكسي غروموف، السكرتير الصحافي لبوتين، يستبعدها من الإحاطات الرسمية، حيث كان جميع المراسلين الآخرين حاضرين. وفقاً لكتابها، حكايات حفار الكرملين، أخبرها غروموف إن هذا كان توجيهاً من بوتين والذي كان غاضباً خاصةً عندما سألته عن علاقاته مع بوريس بيريزوفسكي، الذي بدأ ينتقد «تعاظم سلطة» بوتين في مايو 2000. ووصفت حديثها مع غروموف عندما انتقد صحيفتها كوميرسانت لإعادة نشر مواد سلبية عن سياسات بوتين من الصحف الغربية. حيث سألها: «هل ستلقي باللوم على بوتين في تجميد وسائل الإعلام المستقلة عندما نبدأ في مصادرة أملاك بيريزوفسكي؟»
في نهاية 2000، اُستُبدلّت تريغوبوفا في تجمع الصحافة في الكرملين بمراسل آخر. واستسلم رئيس تحرير صحيفة كومرسانت أندريه فاسيليف لضغوط الكرملين.

## محاولة اغتيالها
في فبراير 2004، بعد أربعة أشهر من نشر حكايات حفار الكرملين، تلقت تريغوبوفا مكالمة هاتفية من رجل يدعي أنه موظف في مطار شيريميتييفو الدولي. أخبرها أن لديه طرداً لها وطلب عنوان التسليم الخاص بها. عندما رفضت تقديمه وسألت عن رقم الهاتف الذي كان يتصل به، أغلق الخط. في 2 فبراير 2004، انفجرت قنبلة خارج باب شقتها في موسكو. لكن لم يصب أحد وادعى المسؤولون أنها «أعمال شغب».

## مؤلفاتها

### حكايات حفار الكرملين
يصف كتاب تريغوفا الأكثر مبيعاً حكايات حفار الكرملين، الذي نُشر في أكتوبر 2003، تجربتها كمراسلة في الكرملين وينتقد عادات النخبة السياسية الروسية. على وجه الخصوص، وصفت تورط إدارة بوتين في سيطرة الدولة على وسائل الإعلام. أزعج «حكايات حفار الكرملين» الكرملين. بعد ظهور الكتاب، فقدت تريغوفا وظيفتها كمراسلة لصحيفة كومرسانت. في نوفمبر 2003، قُطعّ البث عن مقابلة معها مع إذاعة إن تي في وهي قناة اشتهرت سابقاً بتقاريرها النقدية. وسُحبّ المقطع بعد أن بُثّ بالفعل في المناطق الزمنية الشرقية للاتحاد الروسي.

### وداعاً حفار الكرملين
في كتابها الثاني وداعاً حفار الكرملين (2004)، ذكرت تريغوبوفا عن محاولات الكرملين منع كتابها الأول من الوصول إلى القارئ ومحاولة اغتيالها.

## إصداراتها في الخارج
صدرت الترجمة الإيطالية لكتاب «حكايات حفار كرملين» (I mutanti del Cremlino) من بيمي للنشر في 2005 والترجمة الألمانية (Die Mutanten des Kremls) من تروبن فرلاغ في أكتوبر 2006. لم يُترجم كتابا تريغوبوفا إلى الإنجليزية بعد.
سُلطّ الضوء على تريغوبوفا في ألمانيا فيما يتعلق بمقتل الصحفية الروسية آنا بوليتكوفسكايا في 7 أكتوبر 2006. في 12 أكتوبر 2006، نشرت صحيفة تسايت الألمانية رسالة مفتوحة من تريغوبوفا إلى المستشارة الألمانية أنجيلا ميركل بعنوان «الصمت يعني التعاون». دعت تريغوبوفا السيدة ميركل للتحدث علانية ضد قمع حرية الصحافة في روسيا.

## اللجوء السياسي
في 23 أبريل 2007، قدمت تريبوغوفا طلب لجوء سياسي إلى وزارة الداخلية البريطانية، مدعية أن حياتها كانت في «خطر مميت» في روسيا. في 2 أبريل 2008، قالت لرويترز إن طلبها قوبل.

## وصلات خارجية
- BBC News reports
- Washington Post on freedom of speech in Russia
- Moscow Times reports on Tregubova’s Tales
- Bomb attack on ex-Kremlin press pool journalist
- Asia Media: Book prompts angry reaction from Kremlin
- Former Kremlin Digger Dishes the Dirt
- Bomb Blast Near «Digger»
- Tales of a Kremlin Digger
- Kremlin Digger: tabloid book may have sparked Kremlin ire.(notebook)(Tales of a Kremlin Digger by Yelena Tregubova)(Brief Article)
- Anger in Kremlin as "digger" reveals Putin secrets